# Худайдат

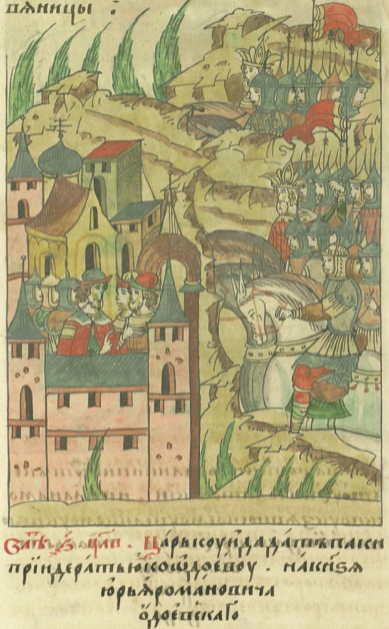
Хан Худайдат подходит к Одоевскому княжеству, князь Юрий готовится к обороне за стенами города

Худайдат (Куйдадат, Кундак) — один из чингизидов, участвовавших в борьбе за власть в Золотой Орде после смерти Едигея.

## История
Происходил из Крымской ветви Шибанидов, сын Али, двоюродный брат двух других участников этой борьбы: Улу-Мухаммеда, сына Ичкиле Хасана, и Девлета-Берди, сына Таш-Тимура. Активно вступил в борьбу сразу после того, как Барак (Барак-хан, Борак), сын Койричака, при поддержке мангытов, руководимых сыном Едигея Мансуром в 1421-22 годах разбил Мухаммеда, который нашел прибежище в Литве у Витовта. Пока Мухаммед был в Литве, Худайдат начал борьбу против Барака. В 1422 году он был разгромлен Бараком и отступил к границам Руси (Русским украинам). Возможно, он рассчитывал на помощь Московского княжества или Литвы. Однако ни Литва, ни Москва в ордынскую усобицу вмешиваться не хотели.
В 1424 году Хадайдат совершил набег на Одоевское княжество. Но Витовт решительно выступил против него; поддержал Витовта и послал войска и его внук, московский князь Василий Васильевич, но литовские войска разбили Худайдата в битве под Одоевом, не дожидаясь московских войск. Худайдат бежал, покинув даже свой гарем, пленённый литовцами. По другой версии

... двинулся на русскую украйну, врасплох напал на Одоевские места, беспрепятственно их разграбил и повел в Поле большой полон, но был настигнут московскими воеводами, кн. Юрием Романовичем Одоевским и Григорием Протасьевым; захваченный врасплох, Барак поспешно отступил, оставив большую часть добычи в руках воевод. ...— Русский биографический словарь А. А. Половцова
  После этого его имя не встречается; возможно, он был убит Бараком.